# Nadleśnictwo Lubin
Nadleśnictwo Lubin – jednostka organizacyjna Lasów Państwowych podległa Regionalnej Dyrekcji Lasów Państwowych we Wrocławiu. Siedziba nadleśnictwa znajduje się w Lubinie, w powiecie lubińskim, w województwie dolnośląskim.
Nadleśnictwo obejmuje większość terytorium powiatu lubińskiego oraz część powiatów głogowskiego i polkowickiego.

## Drzewostany
Typy siedliskowe lasów nadleśnictwa (z ich udziałem procentowym):
- bory 58%
- lasy 40%
- olsy 2%

Gatunki lasotwórcze lasów nadleśnictwa (z ich procentowym udziałem powierzchniowym):
- sosna, modrzew 62%
- dąb 13%
- brzoza 8%
- buk 4%
- świerk 2%
- pozostałe 11%

Przeciętna zasobność drzewostanów nadleśnictwa wynosi ponad 237 m³/ha, a przeciętny wiek 56 lat.